# Tortuga carei
La tortuga carei (Eretmochelys imbricata) és una tortuga marina en perill crític d'extinció que pertany a la família dels quelònids. És l'única espècie del seu gènere. L'espècie està distribuïda per tot el món, amb subespècies a l'oceà Atlàntic i a l'oceà Pacífic. E. imbricata és la subespècie atlàntica, i E. imbricata bissa es troba a la regió Indo-Pacífica.
L'aparença de la tortuga carei és similar a la d'altres tortugues marines. Té la forma del cos aplanada, una closca que la protegeix, i aletes adaptades per nedar per mar obert. És fàcil de distingir-la d'altres tortugues marines gràcies al seu bec punxegut i corbat amb una prominent mandíbula superior, també anomenada "tòmium", i al fet que la vora de la seva closca té forma de serra. Les closques de les tortugues carei canvien lleugerament de color, segons la temperatura de l'aigua. Encara que aquest tipus de tortuga viu part de la seva vida a l'oceà obert, passa més temps en llacunes poc fondes i esculls de corall, on troba fàcilment el seu menjar preferit, les esponges. Algunes de les espècies de què s'alimenta són conegudes per ser altament tòxiques i letals per altres organismes, per culpa del seu alt contingut en diòxid de silici, cosa que la converteix en un dels pocs animals capaços d'alimentar-se d'organismes silícics. També s'alimenten d'altres invertebrats, com ctenòfors i meduses.
Els mètodes de pesca humans amenacen les poblacions d'E. imbricata amb l'extinció. La Unió Internacional per a la Conservació de la Natura (IUCN) classifica la tortuga carei en perill crític. Les closques de les tortugues carei són la matèria primera del carei, que s'utilitza per tota mena d'ornaments. El Tractat Sobre Comerç Internacional d'Espècies salvatges de fauna i flora en perill fa il·legals la captura i el comerç de tortugues carei, i també dels productes que se'n deriven.

## Anatomia i morfologia
La tortuga carei té l'aspecte típic d'una tortuga marina. Com els altres membres de la seva família, té un cos pla i aletes adaptades per poder nedar.

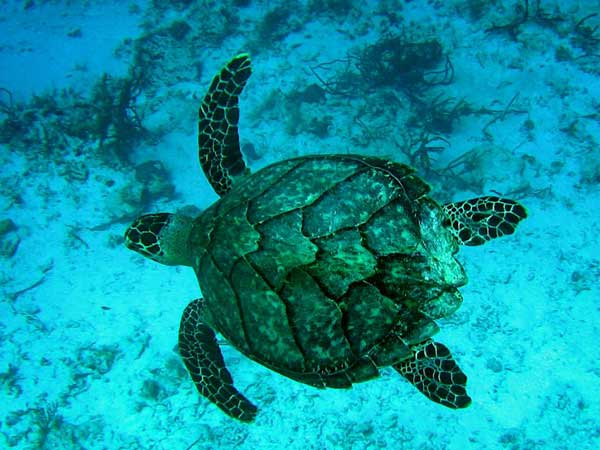
Eretmochelys imbricata. La vora serrada i les plaques sobreposades de la closca s'observen bé en aquest exemplar.

La closca de les tortugues adultes fa entre 60 i 90 centímetres de llargada, en mitjana; pesen entre 50 i 80 quilos de pes, amb un màxim registrat de 127 kg. La closca (o cuirassa) té un color de fons ambre, amb una combinació irregular de bandes clares i fosques de colors predominantment grocs i marrons difosos als costats.
Els exemplars joves són negres, excepte la vora de la closca, que és groga. Quan neixen, tenamb forma de cor i van adquirint forma ovalada a mesura que creixen. El color de la vora serrada formada per les plaques de la closca es difumina amb l'edat. Els mascles es distingeixen per una pigmentació més clara, el pit còncau, les ungles més llargues i la cua més gruixuda.
Les tortugues carei tenen diferents característiques que les distingeixen d'altres espècies que hi estan molt relacionades. El seu cap allargat i punxegut acaba amb una boca semblant a un bec que, en el seu cas, és més pronunciat i punxegut que el d'altres tortugues marines. Els seus braços tenen dues urpes visibles a cada aleta.

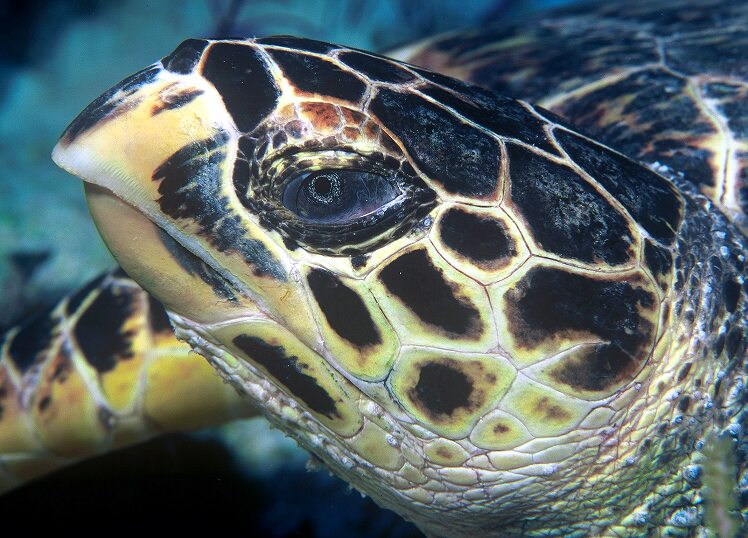
Primer pla del bec distintiu amb forma de pic.

Una de les seves característiques més distintives és el patró de plaques gruixudes que formen la seva closca. Té cinc plaques centrals i quatre parells a cada costat, igual que d'altres membres de la seva mateixa família, però en el cas de la carei, les plaques posteriors se sobreposen de tal manera que donen a la vora posterior de la closca una aparença serrada. La closca de la tortuga pot arribar a mesurar per si sola gairebé un metre de llarg.
Les seves petjades a la sorra són asimètriques, perquè es desplacen per terra amb pas altern. Aquesta forma d'avançar les diferencia de les tortugues verdes (Chelonia mydas) i les tortugues llaüt (Dermochelys coriacea), que es desplacen d'una manera força simètrica en el medi terrestre.
Són grans nedadores. Poden arribar a aconseguir velocitats de fins a 24 km/h i hi ha registres de tortugues que han recorregut nedant 4.828 km. Al Carib s'han observat immersions de tortugues carei a més de 70 metres de profunditat durant un període de més de 80 minuts.

## Distribució
Les tortugues carei tenen una àrea de distribució molt àmplia, i se les pot trobar principalment en esculls tropicals dels oceans Atlàntic, Índic i Pacífic. De totes les espècies de tortugues marines, E. imbricata és la més associada a les aigües tropicals. Se'n coneixen dues subpoblacions: l'atlàntica i la indo-pacífica.

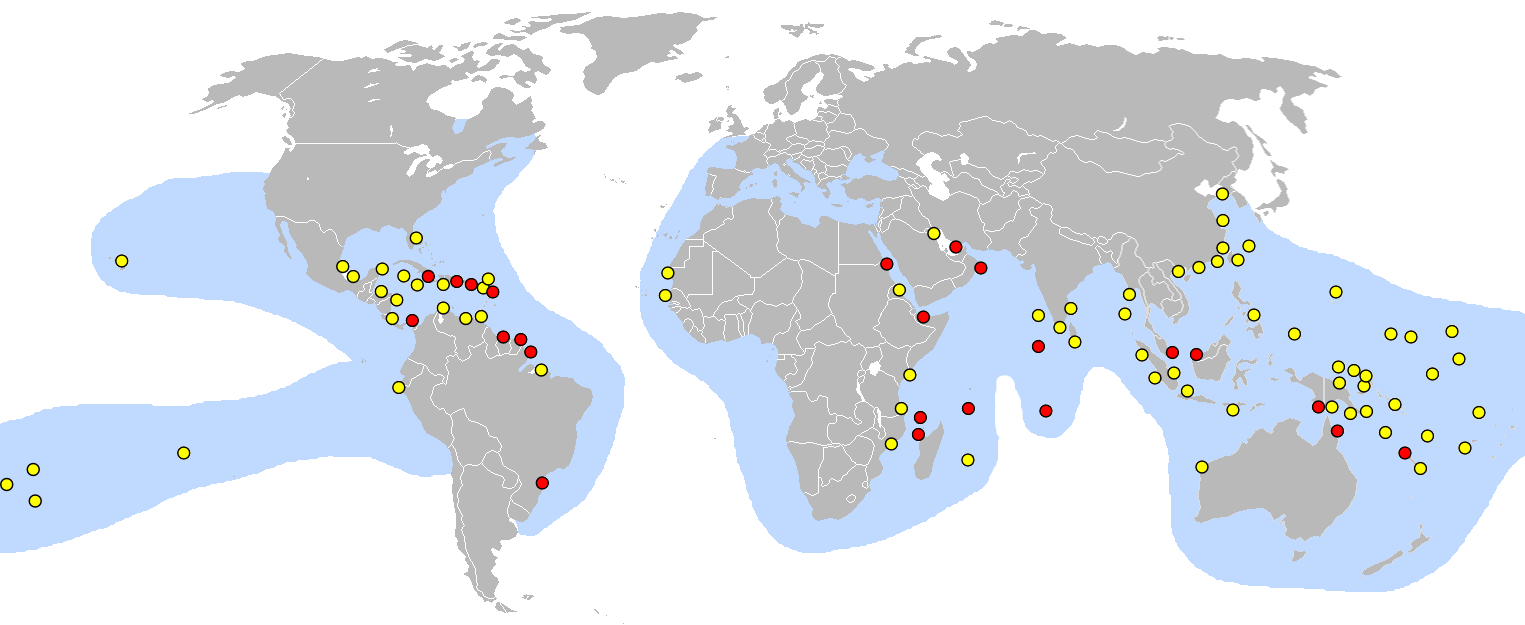
Un altre model de la possible distribució de E. imbricata. Els cercles vermells representen els principals llocs de nidificació coneguts. Els cercles grocs representen llocs de nidificació menors.

### Subpoblació atlàntica

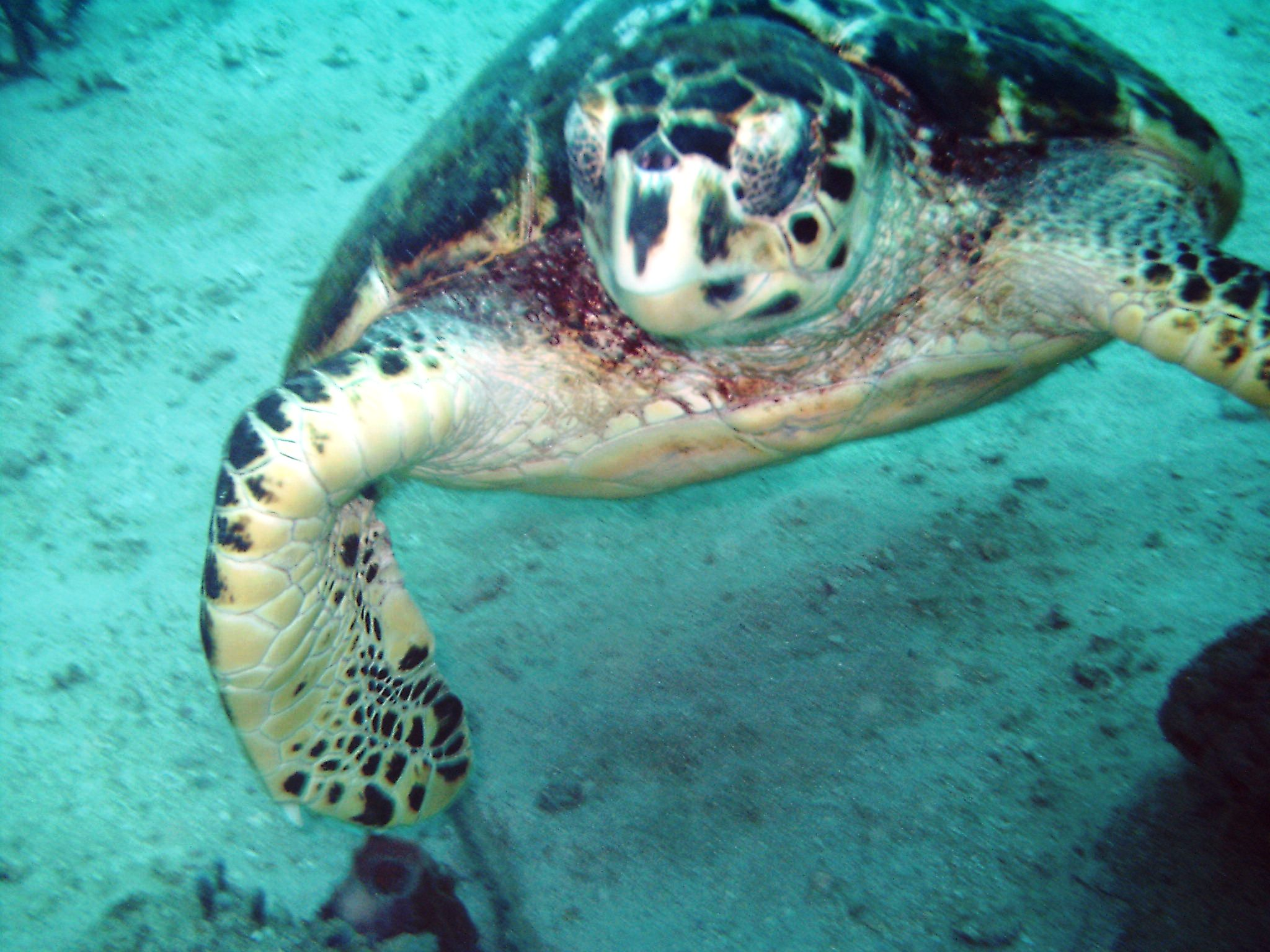
Tortuga carei a Veneçuela

A l'oceà Atlàntic, les poblacions d'E. imbricata poden arribar tan a l'oest com el golf de Mèxic, i tan al sud-est com el cap de Bona Esperança, al sud d'Àfrica. El límit nord de l'àrea de distribució de l'espècie pot estendre's fins a l'estret de Long Island, seguint la costa nord dels Estats Units. A l'altra banda de l'Oceà Atlàntic, s'han vist tortugues carei a les fredes aigües del canal de la Mànega, on s'ha fet l'observació més al nord de la qual es té coneixement. La regió més al sud on s'han vist exemplars és el cap de Bona Esperança, a l'Àfrica. En el Carib, les platges de nidificació principals són a Antigua i Barbuda, Barbados, Guadalupe, Puerto Rico (Illa de Mona), Tortuguero a Costa Rica i al Yucatan. S'alimenten en aigües de les illes de Cuba, i de Puerto Rico, al voltant de l'Illa de Mona.
Prop de la península Ibèrica, s'han localitzat molt pocs individus, segurament provinents del Carib. Se n'han detectat exemplars a aigües oceàniques de Galícia, Andalusia i Lanzarote.

#### A la Mediterrània
Anys enrere, hi havia hagut llocs de nidificació a la Mediterrània, però ja s'han perdut. Actualment, pràcticament no se n'hi veuen, tot i que alguns pescadors n'han trobat de mortes.

### Subpoblació indo-pacífica

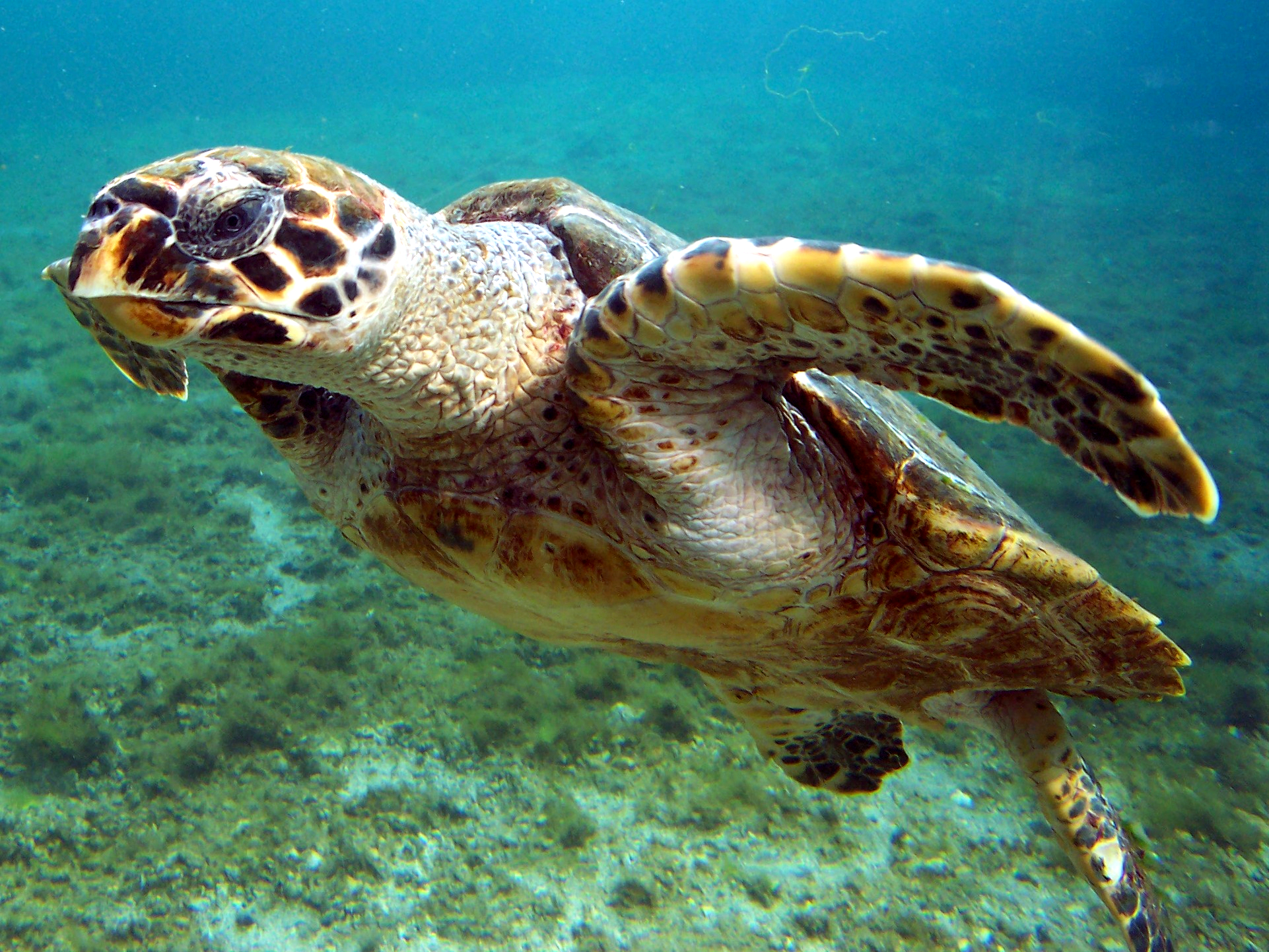
Exemplar jove dE. imbricata a l'illa de la Reunió

La població de l'espècie indo-pacífica s'estén per tota la regió. A l'oceà Índic, les carei es poden veure sovint per tota la costa oriental d'Àfrica, incloent-hi els mars del voltant de Madagascar i els grups d'illes veïnes. La varietat de l'espècie de l'Oceà Índic s'estén per la costa d'Àsia, inclosos el golf Pèrsic i el Mar Roig, per tot el litoral del subcontinent indi i a través de l'arxipèlag indonesi i de la costa nord-est d'Austràlia. La varietat pacífica d'E. imbricata es limita a les regions tropicals i subtropicals de l'oceà. La població més septentrional d'aquesta regió arriba fins al sud-oest de la península de Corea i l'arxipèlag japonès. Aquesta mateixa varietat ressegueix tota la regió d'Àsia Sud-oriental, tota la costa nord i sud d'Austràlia i fins a la zona nord de Nova Zelanda. A l'altra banda del Pacífic, es poden veure des de l'extrem nord de la península de Baixa Califòrnia, a Mèxic, i al llarg de les aigües d'Amèrica Central i d'Amèrica del Sud fins a l'extrem nord de Xile.
A les Filipines es coneixen diferents llocs on pon l'espècie. Es van trobar tortugues carei a l'illa de Boracay. Un petit grup d'illes al sud-oest de l'arxipèlag filipí es denomina Turtle Islands (illes Tortuga) perquè són conegudes com a lloc de posta de dues espècies de tortugues, la tortuga carei i la tortuga verda. A Austràlia, E. imbricata pon ous a l'illa Milman, a la Gran Barrera de Corall. A l'oceà Índic, el lloc més occidental on es té coneixement que les carei hi ponguin ous és a l'illa Cousine, a les Seychelles, on l'espècie està protegida legalment des del 1994. Les illes interiors i illots de les Seychelles, com l'illa d'Aldabra, són bons llocs d'alimentació per a exemplars joves.

## Ecologia

### Hàbitat
Els adults es troben principalment a esculls de corall tropicals. Generalment se'ls veu al llarg de tot el dia, descansant en coves i sortints a les proximitats dels esculls. En ser una espècie de marcat caràcter migratori, se les pot trobar en una gran varietat d'hàbitats, des del mar obert fins a llacunes d'aigua salada i manglars en estuaris. Encara que no se sap gaire sobre les seves preferències d'hàbitat durant els seus primers anys de vida, s'assumeix que E. imbricata, igual que altres cadells de tortuga marina, són completament pelàgics i, per tant, viuen a mar obert fins a la maduresa.

### Alimentació

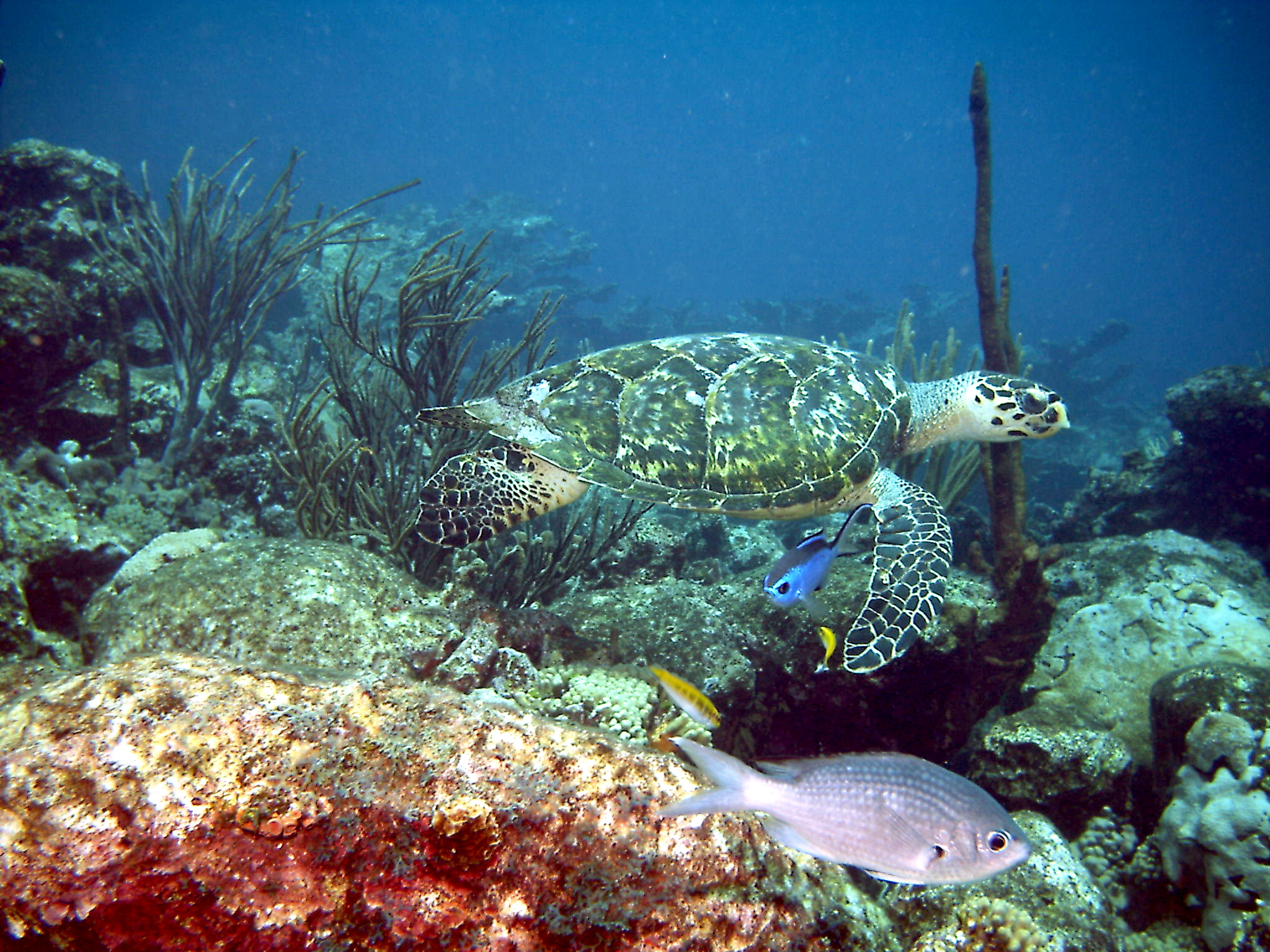
Una E. imbricata a un escull de corall a Veneçuela.

Encara que se sap que són omnívores, el seu aliment principal són les esponges, que constitueixen entre el 70% i el 95% de la seva dieta al Carib. Tanmateix, com passa amb molts espongívors, 
E. imbricata s'alimenta només d'algunes espècies seleccionades, ignorant-ne moltes d'altres. Les poblacions del Carib s'alimenten principalment d'esponges de la classe Demospongiae, i més concretament de les que pertanyen als ordres Astrophorida, Spirophorida i Hadromerida. Entre les espècies d'esponges que se sap que formen part de la dieta d'aquestes tortugues s'inclou Geodia gibberosa. Les carei també s'alimenten d'algues i cnidaris, com meduses i anemones de mar. També són conegudes per alimentar-se d'un perillós hidrozou com la fragata portuguesa (Physalia physalis). Les tortugues carei tanquen els ulls quan s'alimenten d'aquests cnidaris, per evitar el contacte dels seus cnidocits, que, tanmateix, no poden penetrar en els seus caps blindats.
Les carei han demostrat ser molt flexibles i resistents a les seves preses. Algunes de les esponges que li serveixen d'aliment, com Aaptos aaptos, Chondrilla nucula, Tethya actinia, Spheciospongia vesparium Suberites domuncula, són altament tòxiques (moltes vegades letals) per a altres organismes. A més a més, es té constància que E. imbricata escull les espècies d'esponja que posseeixen una quantitat significativa d'espícules silícies, com Ancorina, Geodia, Ecionemia i Placospongia. Amb l'excepció d'alguns peixos molt especialitzats dels esculls de corall, com el peix pallasso (Amphiprion spp.), no es coneix cap altre vertebrat capaç de tolerar una dieta tan tòxica.

## Cicle vital

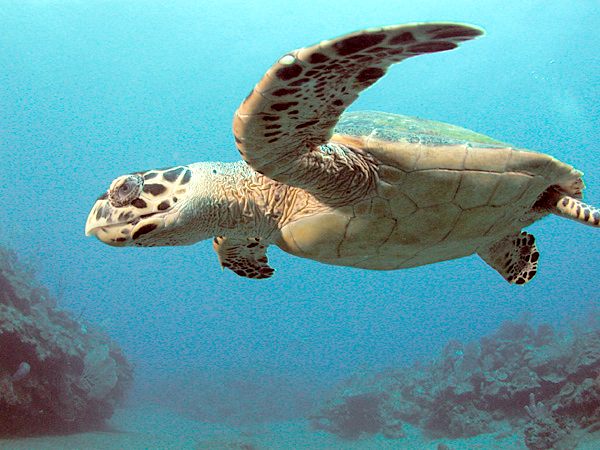
Tortuga carei a l'Illa de Saba.

Avui en dia, no se sap massa sobre el cicle vital de la tortuga carei.

### Reproducció
Les carei s'aparellen dos cops l'any en llacunes recloses davant de les platges on crien, sovint en illes remotes. La temporada d'aparellament per la subespècie atlàntica normalment és des d'abril fins a novembre. La temporada d'aparellament de la subpoblació indo-pacífica és des de setembre fins a febrer. Després d'aparellar-se, les femelles caminen pesadament fins a la part més alta d'una platja durant la nit. Netegen una àrea i hi fan un forat per nidificar utilitzant les seves aletes posteriors. Després, la femella deixa una niuada d'ous i els cobreix amb sorra. Els nius d'E. imbricata al Carib i a Florida contenen al voltant de 140 ous. Després del llarg procés, que pot durar hores, la femella retorna al mar.
Les cries de tortuga, que normalment pesen menys de 24 grams, surten de l'ou durant la nit al cap d'uns dos mesos. Aquestes noves tortugues, de color fosc, amb closca amb forma de cor, mesuren uns 2,5 cm de llarg. Caminen instintivament cap al mar, atretes pel reflex de la Lluna a l'aigua (que pot ser destorbat per fonts de llum artificials com ara fanals i llums). Les cries de tortuga que no arriben al mar abans de la sortida del Sol són presa dels limícoles, crancs de riba, i altres depredadors.

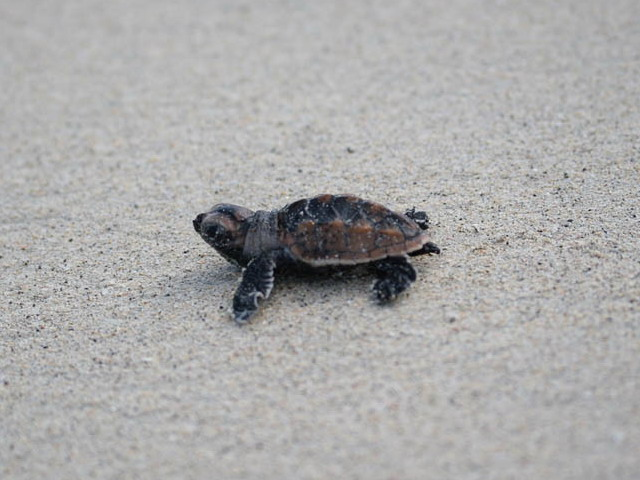
E. imbricata acabada de sortir de l'ou a Puerto Rico

### Infantesa
La infantesa de les carei és desconeguda. Se suposa que, en arribar al mar, les cries entren en una etapa de vida pelàgica (com d'altres tortugues marines) durant una quantitat de temps no determinada. Encara que la taxa de creixement de les tortugues carei no es coneix, quan E. imbricata fa 35 cm deixen el tipus de vida pelàgica per viure en esculls de corall.

### Maduresa
Les carei arriben a la maduresa al cap de trenta anys. Es creu que viuen de trenta a cinquanta anys en llibertat. Com d'altres tortugues marines, les carei són solitàries durant molts anys de la seva vida; només es troben per aparellar-se. Són altament migratòries. Gràcies a la seva dura closca, els únics depredadors dels adults són taurons, cocodrils d'estuari, pops, i algunes espècies de peixos pelàgics.

## Evolució
Dins de les tortugues marines, E. imbricata té trets anatonòmics i ecològics únics. És l'únic rèptil principalment espongívor. Per culpa d'això, la seva posició evolutiva no és gaire clara. Les anàlisis moleculars apunten que han de formar part d'Eretmochelys dins de la tribu taxonòmica Carettini, que inclou la careta i l'olivàcia, que són carnívores, en comptes de la tribu Chelonini, que inclou la tortuga verda, herbívora. La carei probablement evolucionà d'antecessors carnívors.

## Etimologia i història taxonòmica

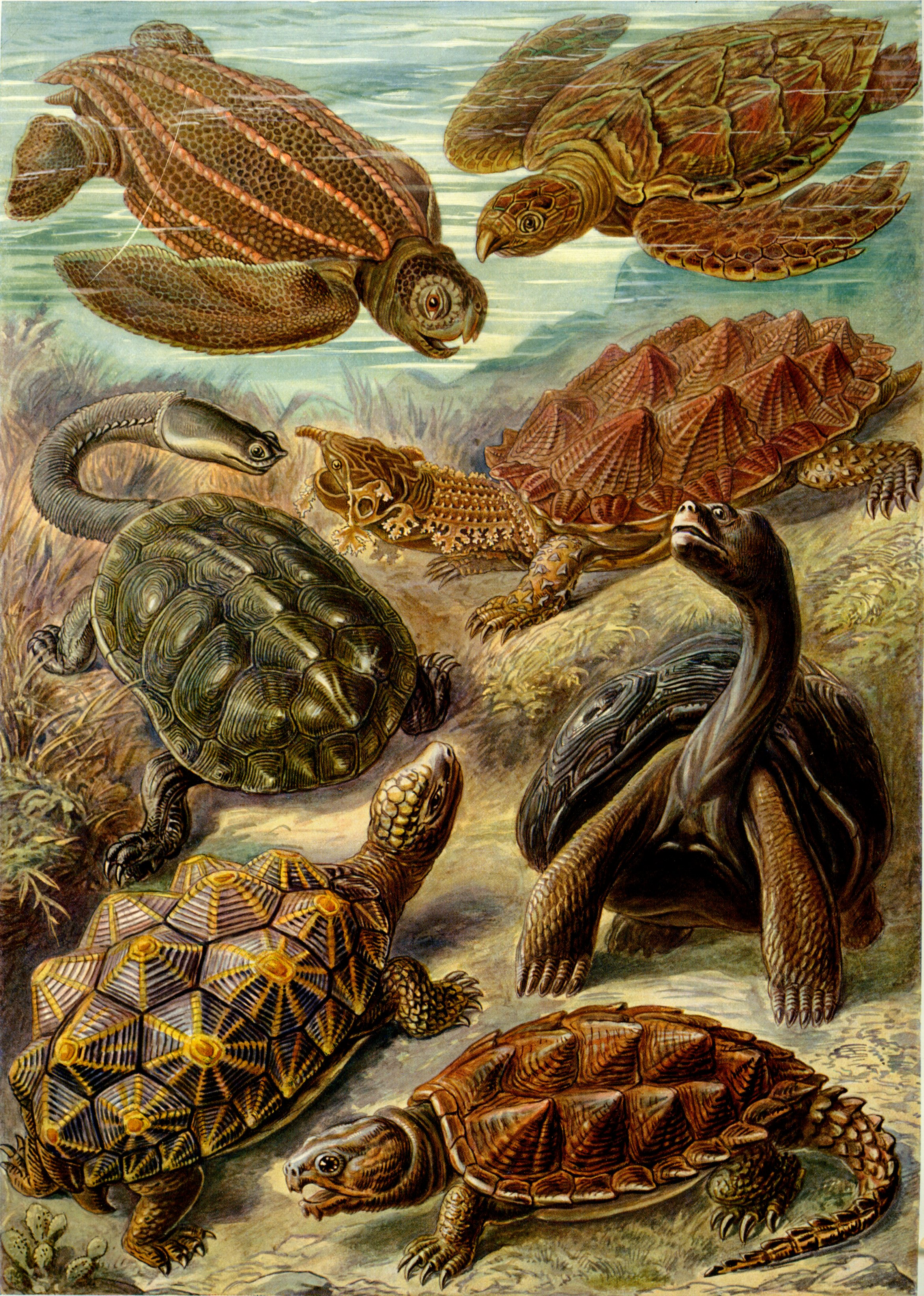
Tortuga carei (costat de dalt a la dreta) en un gravat del 1904 d'Ernst Haeckel

Carl von Linné va descriure originalment la tortuga carei com a Testudo imbricata el 1766. El 1843, el zoòleg austríac Leopold Fitzinger la va canviar al gènere Eretmochelys. El 1857, l'espècie va ser descrita erròniament durant cert temps com a Eretmochelys imbricata squamata.
Hi ha dues subespècies acceptades al tàxon E. imbricata. E. imbricata bissa (Rüppell, 1835) es refereix a poblacions que resideixen a l'oceà Pacífic. La població atlàntica és una subespècie separada, E. imbricata imbricata (Linnaeus, 1766). El nom imbricata es va utilitzar perquè l'espècimen tipus de Carl von Linné era de l'oceà Atlàntic.
Fitzinger va derivar el nom del gènere Eretmochelys a partir de les paraules gregues eretmo i chelys, que corresponen a «rem» i «tortuga», respectivament, a causa de les seves aletes amb forma de rem. El nom de l'espècie, imbricata, prové del llatí i significa imbricat, referint-se a les plaques sobreposades de la part posterior de la closca de la tortuga. El nom de la subespècie de la carei del Pacífic, bissa, és el terme llatí per «dues vegades». La subespècie fou inicialment descrita com a Caretta bissa perquè en aquell moment fou la segona espècie del gènere. Caretta és el gènere del parent més gros de la tortuga carei, la tortuga babaua (Caretta caretta).

## Importància per als humans

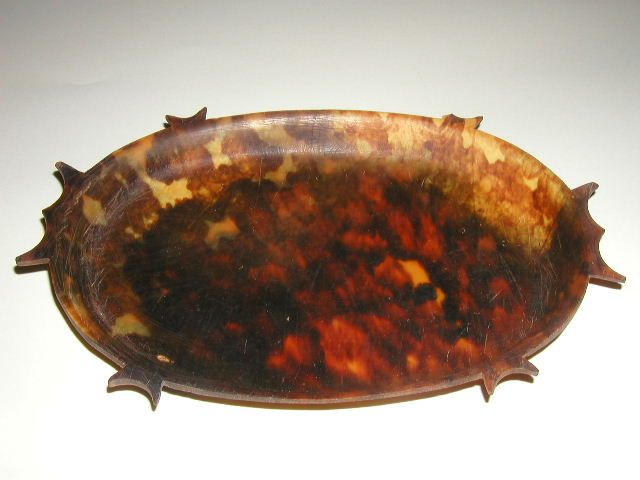
Objecte de valor femení (Palau)

En molts llocs del món, les tortugues carei són capturades pels humans encara que sigui il·legal caçar-les en molts països.
En algunes parts del món, les carei es consideren una menja exquisida. Ja al segle V a.C., les tortugues marines, carei inclosa, eren molt apreciades com a menjar a la Xina.
Moltes cultures també utilitzen les closques d'aquestes tortugues amb fins decoratius i són tan valuoses com el marfil, l'or i algunes gemmes, aconseguint preus elevats en el mercat. En català el material del qual està feta la closca es denomina carei. Aquest material s'utilitza en diferents complements personals, com les muntures de les ulleres, anells o braçalets i en una multitud d'objectes decoratius.
Des del segle xviii, el Japó ha tingut fama de tenir els millors artesans de carei (o bekko, en japonès). Es calcula que entre 1950 i 1992, el Japó va importar gairebé dos milions de closques de tortugues carei. El 1992 Japó deixà d'importar closques de tortuga de tortugues carei d'altres nacions. Fins aquell moment, el comerç de closques de carei japonès era d'aproximadament 30.000 kg de closques a l'any, però la indústria del carei ha continuat en funcionament, suposadament amb l'estoc emmagatzemat fins llavors. El Japó ha donat suport a diversos intents infructuosos per reobrir el comerç mundial de carei.
A Occident les seves closques ja eren utilitzades pels grecs antics i pels romans per a la joieria, per fer-ne pintes, raspalls i anells. La major part del comerç mundial de les closques de tortuga carei té el seu origen al Carib. El 2006, era fàcil de trobar closques processades, sovint en grans quantitats, en els països de la regió, com la República Dominicana i Colòmbia. També hi ha tràfic il·legal de closques de tortuga al sud-est asiàtic. No obstant, el tràfic entre països que no han signat la convenció CITES continua sent legal, i se'n continuen venent, sobretot a turistes internacionals.
A Palau, les famílies conserven objectes de valor, que s'intercanvien només en ocasions assenyalades i que són diferents per als homes i les dones. Aquests objectes solen ser petites safates o culleres fetes de carei.
La tortuga carei surt dibuixada al revers dels bitllets de 20 bolívars veneçolans i de 2 reals brasilers.

## Conservació

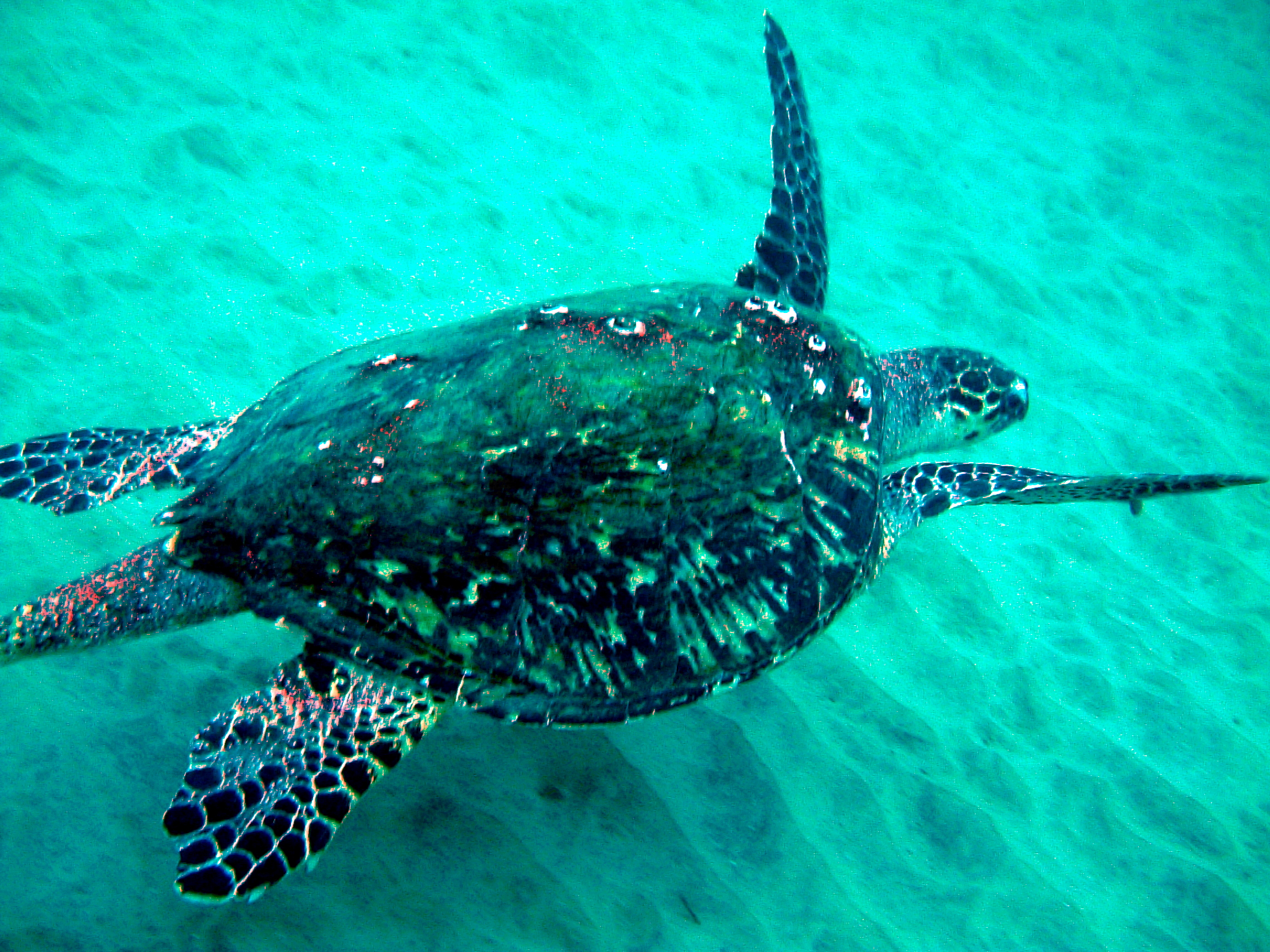
Tortuga carei a Tobago.

Hi ha un ampli consens en el fet que les tortugues marines, inclosa E. imbricata són, com a mínim, espècies amenaçades, a causa del seu lent creixement i maduresa tardana, i per les seves taxes de reproducció lentes. Moltes tortugues adultes han estat mortes per humans, tant deliberadament com accidentalment. A més, la invasió per part d'humans i d'altres animals amenaça els llocs de nidificació i petits mamífers n'excaven els ous. A les Illes Verges Nord-americanes, les mangostes ataquen els nius de carei (i d'altres tortugues) de seguida que ponen els ous.
El 1996 E. imbricata fou inclosa a la Llista Vermella de la UICN d'espècies amenaçades, classificada com a espècie en perill crític d'extinció. El seu estat com a espècie amenaçada d'extinció havia estat qüestionat amb anterioritat per dues propostes que al·legaven que aquesta tortuga (juntament amb tres altres espècies) tenia diferents poblacions estables significatives per tot el món. Aquestes peticions van ser rebutjades per la UICN basant-se en la seva anàlisi de les dades presentades pel Marine Turtle Specialist Group (MTSG) que mostraven que la població mundial de tortugues carei s'havia reduït en un 80% en les tres últimes generacions de l'espècie, i que no s'observava cap augment significatiu de les poblacions el 1996. Vistes aquestes dades, la UICN assignà la consideració d'en perill crític (CR A1) a l'estat de l'espècie. Tanmateix no se li aplicà el grau A2, perquè la UICN considerà que no hi havia prou dades que demostressin que la població hagués de continuar disminuint en el futur.
A l'Estat Espanyol i a Catalunya és il·legal comercialitzar-les, tot i que no se'n coneixen llocs de nidificació.

## Cria en captivitat
S'ha intentat diverses vegades de criar tortugues marines en captivitat, però les carei són especialment difícils de mantenir, degut a la seva dieta especial, i al fet que les tortugues joves són força agressives, es mosseguen, i es provoquen ferides que, si s'infecten, són mortals.
Només s'ha tingut un èxit relatiu en granges de les illes Caiman i a la Reunió El fet que el comerç n'estigui prohibit també fa que no sigui viable econòmicament.